# Tudor Church Music
Tudor Church Music ist eine Reihe mit englischer Kirchenmusik der Tudor-Zeit. Sie wurde von Percy Buck (1871–1947) und Edmund Horace Fellowes herausgegeben und im Auftrag des Carnegie United Kingdom Trust von der Oxford University Press in London und New York veröffentlicht (1923–1929). Zu den Mitautoren der Reihe gehörte ab 1917 unter anderem auch die britische Schriftstellerin Sylvia Townsend Warner, die für ihre Mitarbeit wöchentlich drei Britische Pfund erhielt.
Die Ausgabe englischer Kirchenmusik des 16. bis 17. Jahrhunderts enthält Werke von John Taverner, William Byrd, Orlando Gibbons und anderen Komponisten. Sie umfasst insgesamt zehn Bände, ein Ergänzungsband erschien 1948. Ein Reprint ist im Verlag Broude, New York, erschienen.

## Inhaltsübersicht
- 1. u. 3. John Taverner, Gesamtausgabe des kirchlichen Schaffens (Bd. I, Messen; III, Motetten) web
- 2., 7., 9. William Byrd (II, anglikanische Kirchenmusik; VII, die beiden Bücher Gradualia; IX, Messen sowie die Sätze aus dem mit Thomas Tallis hrsg. Cantiones . . . sacrae)
- 4. Orlando Gibbons, das gesamte geistliche Schaffen (IV)
- 5. Robert White, alle Vokalwerke (V)
- 6. Thomas Tallis, lateinische Kirchenmusik (VI)
- 8. Thomas Tomkins, Auswahl aus Musica deo sacra (VIII)
- 10. Hugh Aston, John Marbeck und Osbert Parsley
  - John Marbeck (= Merbecke), alle mehrstimmigen Werke (X)
  - Hugh Ashton, außer 2 Motetten das gesamte Kirchenschaffen (X)
  - Osbert Parsley, 5 geistliche Sätze (X).